# Age of Mythology
Age of Mythology (thường viết tắt là AoM), là một trò chơi chiến thuật thời gian thực, được phát triển bởi Ensemble Studios và phát hành bởi Microsoft Game Studios. Trò chơi phát hành vào ngày 30 tháng 10 năm 2002 tại Bắc Mỹ và Châu Âu một tuần sau đó.
Là spin-off của dòng game Age of Empires, Age of Mythology lấy cảm hứng từ những truyền thuyết và thần thoại: Hy Lạp, Ai Cập và Bắc Âu, hơn là bối cảnh có thật trong lịch sử. Nhiều yếu tố trong trò chơi giống như series Age of Empires. Chiến dịch của nó xoay quanh một đô đốc người Atlantean tên là Arkantos, người bị buộc phải đi qua những vùng đất của ba nền văn hóa trong trò chơi, để săn lùng một tên cyclops kẻ đang liên minh với thần Poseidon chống lại  Atlantis

## Cách chơi
Giống như hai tiền bối Age of Empires và Age of Empires II, Age of Mythology cũng tập trung vào khai thác tài nguyên, xây dựng công trình và quân đội, và đánh chiếm thành trì của đối phương, cũng phải trải qua bốn thời kỳ, để mở khóa được các loại quân mới cũng như các công nghệ mới cho người chơi.
Không giống như hai tiền bối của nó, Age of Mythology chỉ có ba nền văn minh là Hy Lạp, Ai Cập và Na Uy, nhưng mỗi nền văn minh lại có ba vị thần chủ khác nhau, ví dụ như Zeus của Hy Lạp, hay Odin của Na Uy, tổng cộng là chín vị thần để lựa chọn trước khi chơi.
Có ba loại tài nguyên cơ bản là vàng, gỗ và lương thực, cùng với một loại tài nguyên đặc biệt là ân huệ. Lương thực có được từ làm ruộng, săn bắn hái lượm, làm thịt gia súc và đánh cá. Gỗ có được từ việc chặt cây và vàng kiếm được từ các mỏ vàng cũng như buôn bán. Riêng tài nguyên ân huệ thì mỗi nền văn minh có cách thu hoạch riêng, và chỉ có một sức chứa nhất định:

### Lương thực
Được dùng để tuyển các lực lượng bộ binh và kỵ binh, cũng như dân làng và một số loại quân thần thánh. Đây cũng là tài nguyên đòi hỏi nhiều nhất mỗi khi lên đời. Có thể thu thập loại tài nguyên này qua săn bắn, hái quả, làm thịt gia súc, đánh cá và làm ruộng, cũng như xây và chiếm lấy plenty vault của kẻ thù. Không giống như 2 phiên bản Age of Empires trước, làm ruộng và đánh cá là vô hạn, vậy nên có thể tiết kiệm được một lượng lớn gỗ để dùng cho việc khác.

### Gỗ
Được dùng để xây nhà, đóng thuyền, tuyển mộ các loại quân đánh tầm xa, bao gồm cả các loại cung thủ và vũ khí công thành, cũng như chiêu mộ một số loại quân thần thánh đánh tầm xa như Troll, đây là loại tài nguyên dễ kiếm nhất đầu game. Có thể kiếm được bằng cách chặt cây hoặc qua plenty vault. Dù cho có nguồn cung dồi dào nhất, song đây lại là loại tài nguyên nhanh hết nhất game trong những trận đấu kéo dài.

### Vàng
Đây là tài nguyên cơ bản quan trọng nhất, nó được sử dụng cho hầu hết mọi hoạt động, từ nâng cấp đến tuyển quân. Tất cả mọi loại quân con người đều cần tới loại tài nguyên này, và nhiều loại quân thần thánh cao cấp đều sử dụng nó. Có hai cách để có vàng - Một là khai mỏ và hai là thương bằng caravan của chợ một khi đạt đến đời ba, ngoài ra còn có thể kiếm được vàng khi chiếm plenty vault. Khai mỏ tuy rằng tốc độ của nó rất cao nhưng rất nhanh hết, trong khi đó thương mại tuy chậm hơn nhưng lượng vàng được sinh ra là vô hạn, đồng nghĩa cuối game thương mại là chìa khóa sống còn của tất cả các phe.

### Ân huệ
Đây là loại tài nguyên đặc biệt nhất, và cũng là đặc trưng của game. Chúng được dùng cho tất cả các hoạt động liên quan tới thần thánh, từ nghiên cứu công nghệ của các thần, đến tuyển các loại quái vật hung dữ trong đền thờ. Mỗi dân tộc đều có thể kiếm được ân huệ qua mỗi cách khác nhau - đánh nhau và tuyển nhiều anh hùng đối với Na Uy, xây đài tưởng niệm với Ai Cập và cho dân đi cúng bái đối với Hy Lạp. Không giống ba loại tài nguyên cơ bản trên, ân huệ có một sức chứa nhất định không thể tăng hay giảm, sức chứa của nó là 200 cho Zeus và 100 cho các thần khác, khi đầy thì số lượng favor sẽ không được tăng lên, vậy nên hãy cố gằng dùng bớt favor khi nó sắp đầy, tránh để bị thất thoát gây lãng phí.
Các nền văn minh
Không giống như các bản Age of Empires anh em của nó, Age of Mythology chỉ có duy nhất ba nền văn minh, mỗi nền văn minh lại có ba vị thần chính, và chín vị thần nhỏ hơn cho các đời tiếp theo. Các nền văn minh ấy gồm:
Hy Lạp
Đây là phe có lực lượng quân chủng đồng đều, cũng như có chất lượng cao hơn hẳn so với hai phe còn lại, song cũng đắt và tốn thời gian để chiêu mộ hơn. Quân thần thánh của phe Hy Lạp thuộc loại mạnh nhất game, với những khả năng chết người đáng sợ. Song Hy Lạp lại là phe yếu nhất trong việc trị thương, nhất là trong các trận 1vs1.